# サラマンドル賞
サラマンドル賞 (Prix de la Salamandre) は、かつてフランスのロンシャン競馬場で行われていた競馬の重賞競走。毎年9月にGroup 1の芝1400mの競走として行われていた。

## 概要
1872年にシャンティイ競馬場で第1回が行われた。1900年にロンシャン競馬場に移され、賞金も10,000フランに増額された。1908年には15,000フランまで引き上げられた。1971年に重賞の格付けが行われたとき、フランスの2歳馬が出走可能なG1競走の1つに選ばれた。他にはロベールパパン賞、モルニ賞、クリテリウム・デ・プーリッシュ、グランクリテリウム、フォレ賞があった。
フランスギャロは2001年に2歳馬路線の大幅な改編を行い、サラマンドル賞を廃止し、新しくクリテリウム・アンテルナシオナルを創設した。最後のサラマンドル賞は2000年9月16日に行われた。

## 歴史
- 1872年 創設、シャンティイ競馬場で開催
- 1900年 ロンシャン競馬場に移動
- 1958年 Lovely RoseとPrincilonが同着優勝
- 1971年 G1に格付け
- 1982年 Deep RootsとMaximovaが同着優勝
- 2001年 廃止

## 主な優勝馬
- 1908年 Oversight
- 1920年 Ksar
- 1942年 Buena Vista
- 1970年 My Swallow
- 1976年 Blushing Groom
- 1978年 Irish River
- 1980年 Miswaki
- 1986年 Miesque
- 1989年 Machiavellian
- 1990年 Hector Protector
- 1991年 Arazi
- 1992年 Zafonic
- 1994年 Pennekamp
- 1997年 Xaal
- 1999年 Giant's Causeway